# Canalone del Tripodo
Canalone del Tripodo este o arie protejată (arie specială de conservare — SAC, sit de importanță comunitară — SCI, arie de protecție specială avifaunistică — SPA) din Italia întinsă pe o suprafață de 1.946 ha, integral pe uscat.

## Localizare
Centrul sitului Canalone del Tripodo este situat la coordonatele 37°42′17″N 15°02′37″E / 37.704722°N 15.043611°E.

## Înființare
Situl Canalone del Tripodo a fost declarat sit de importanță comunitară în septembrie 1995 pentru a proteja 14 specii de animale. Alte tipuri de protecție:
- arie de protecție specială avifaunistică (în decembrie 1998)[3]
- arie specială de conservare (în martie 2017)[2][4][5]

## Biodiversitate
Situată în ecoregiunea mediteraneană, aria protejată conține 10 habitate naturale: Pseudostepă cu ierburi și specii anuale de Thero-Brachypodietea, Păduri de Castanea sativa, Câmpuri de lavă și excavații naturale, Pante stâncoase silicioase cu vegetație casmofită, Păduri de stejar alb estice, Păduri de Quercus ilex și Quercus rotundifolia, Grohotișuri termofile și vest-mediteraneene, Păduri de fag din Apenini cu Taxus și Ilex, Păduri de pin (sub-) mediteraneene cu pini negri endemici, Lande oro-mediteraneene cu formațiuni endemice de grozamă.
La baza desemnării sitului se află mai multe specii protejate de  păsări (14): Alectoris graeca whitakeri, fâsă-de-câmp (Anthus campestris), acvilă de munte (Aquila chrysaetos), caprimulg (Caprimulgus europaeus), erete de stuf (Circus aeruginosus), porumbel gulerat (Columba palumbus), șoim călător (Falco peregrinus), ciocârlie de pădure (Lullula arborea), vultur egiptean (Neophron percnopterus), viespar (Pernis apivorus), sitar de pădure (Scolopax rusticola), Sitta whiteheadi, mierlă (Turdus merula), sturzul de vâsc (Turdus viscivorus)
Pe lângă speciile protejate, pe teritoriul sitului au mai fost identificate 6 specii de plante, 2 specii de păsări, 1 specie de amfibieni, 3 specii de mamifere, 86 de specii de nevertebrate, 6 specii de reptile.